# Stazione di Laigueglia
Stazione di Laigueglia vasútállomás Olaszországban, Laigueglia településen.

## Vasútvonalak
Az állomást az alábbi vasútvonalak érintik:
- Genova–Ventimiglia-vasútvonal

## Kapcsolódó állomások
A vasútállomáshoz az alábbi állomások vannak a legközelebb:
- Stazione di Andora
- Stazione di Alassio